# Lucky Star (manga)
Lucky Star (jap. らき☆すた Raki☆Suta) – czteropanelowa manga stworzona przez Kagamiego Yoshimizu. Liczy aktualnie dziesięć tomów. Jest wydawana przez Kadokawa Shoten oraz przez magazyn Comptiq od stycznia 2004 roku. Została opublikowana także w innych magazynach.
W sierpniu 2005 roku została wydawana seria drama CD, a w grudniu 2005 roku gra na Nintendo DS pod tytułem Lucky Star Moe Drill. Sequel tej gry został wydany w maju 2007 roku o nazwie Shin Lucky Star Moe Drill. W styczniu 2008 roku została wydana powieść wizualna na Playstation 2. We wrześniu 2006 roku, prezes Kyoto Animation powiedział, że seria ta będzie produkowana przez ich firmę. Anime liczy dwadzieścia cztery odcinki. Początkowo anime było emitowane w Chiba TV pomiędzy 8 kwietnia 2007 roku a 16 września 2007. 26 września 2008 roku ukazało się OVA.

## Fabuła
Lucky Star opowiada o życiu codziennym kilku dziewcząt chodzących do liceum nazywającego się Ryōō. Akcja dzieje się w mieście Kasukabe, w prefekturze Saitama pomiędzy rokiem 2006 a 2008. Główną bohaterką historii jest Konata Izumi, będąca wysportowaną i inteligentną dziewczyną, która nie uczęszcza do żadnych kół zainteresowań. Jej hobby jest oglądanie anime, czytanie mang oraz granie w gry (głównie powieści wizualne oraz MMORPG). Dzieje się to od rozpoczęcia nauki w liceum, aż do jej ukończenia. Jej przyjaciółkami są Kagami Hiiragi, Tsukasa Hiiragi oraz Miyuki Takara.

## Postacie

### Pierwszoplanowe
- Konata Izumi (jap. 泉 こなた) – Ma około 17–18 lat. Uczęszcza do liceum Ryōō. Przyjaciółki mówią do niej Kona-chan. Urodziła się 28 maja. Jej dom znajduje się w Satte, w prefekturze Saitama, gdzie mieszka razem z ojcem Sōjirō Izumi. Jej grupa krwi to A. Ma 142 cm wzrostu (4'8"). Jest wielką otaku uwielbiającą oglądać anime, czytać mangi oraz grać w gry (głównie powieści wizualne i MMORPG). Regularnie uczęszcza na wszystkie możliwe imprezy związane z anime i mangą. Jest bardzo wysportowana i mądra. Mimo dużej inteligencji nienawidzi się uczyć i nie chodzi na żadne koła zainteresowań, gdyż według niej wtedy emitują najlepsze anime. Pracuje w kafejce cosplay. Lubi przebierać się za postacie pochodzące z gier komputerowych, anime i mangi. Jej ulubioną serią jest Melancholia Haruhi Suzumiyi. Posiada wiele figurek, dzwonków na telefon oraz gadżetów pochodzących z wcześniej wspomnianej serii. Ma niebieskie włosy oraz zielone oczy.

Seiyū: Ryō Hirohashi (drama CD, gry NDS), Aya Hirano (anime, PS2) 
- Kagami Hiiragi (jap. 柊 かがみ) – Urodziła się 7 lipca w Washimiya znajdującym się w prefekturze Saitama. Jej grupa krwi to B. Ma 159 cm wzrostu (5'2"). Jest najlepszą uczennicą w klasie, przez co Konata często przepisuje od niej zadanie. Chodzi do innej klasy niż pozostałe dziewczyny, nad czym ciężko ubolewa, ale w miarę możliwości spotyka się z nimi na przerwach i po lekcjach. Czasami jest egocentryczna. Konata lubi ją irytować. Gotuje o wiele gorzej niż jej młodsza siostra, Tsukasa. Jej ulubioną serią mangi i anime jest Full Metal Panic!. Uwielbia czytać light novel oraz grać w gry wideo, głównie danmaku. Postać ta jest wzorowana na Kagami Yoshimizu - twórcy serii. Jej włosy są purpurowe, związane w dwa kucyki przewiązane dwoma kokardkami, a oczy są w kolorze indygo.

Seiyū: Ami Koshimizu (drama CD, NDS), Emiri Katō (anime, radio, PS2) 
- Tsukasa Hiiragi (jap. 柊 つかさ) – Tsukasa jest młodszą, bliźniaczą siostrą Kagami. Urodziła się w tym samym dniu co jej starsza siostra. Ma 158 cm wzrostu. Jej grupa krwi to B. Uczęszcza do tej samej klasy co Konata i Miyuki. Nie jest dobra w nauce, ani w sporcie, lecz potrafi dobrze gotować. Kagami często pomaga jej podczas odrabiania zadań domowych. Jest dość niezdarną i roztargnioną dziewczyną. Mimo iż nie interesuje się anime ani mangą, ma swoją ulubioną serię - Keroro Gunsō. Wygląda podobnie jak Kagami, lecz zamiast długich włosów ma krótkie przewiązane żółtą wstążką.

Seiyū: Mai Nakahara (Drama, NDS), Kaori Fukuhara (Anime, Radio, PS2) 
- Miyuki Takara (jap. 高良 みゆき) – Pochodzi z zamożnej rodziny, ale stara się nie wyróżniać. Urodziła się 25 września. Ma 166 cm wzrostu. Jej grupa krwi to 0. Nosi okulary, co czasami sprawia jej kłopoty. Mieszka w mieście Setagaya, w metropolii Tokio. Podobnie jak Tsukasa potrafi doskonale gotować, lecz największą trudność sprawia jej pływanie. Nie uczy się zbyt wiele, mimo to ma doskonałe oceny. Lubi typowe robótki domowe, zwłaszcza gotowanie. Pozostałe dziewczyny często pytają ją o różne rzeczy (najczęściej Konata, jej wypowiedź komentuje wtedy „Tego można się było spodziewać po naszej Miyuki-san”) i proszą ją o pomoc. Chodzi do tej samej klasy, co Konata oraz Tsukasa i jest w niej przewodniczącą. Przyjaciółki mówią do niej Yuki-chan. Uwielbia czytać książki. Nienawidzi chodzić do dentysty. Ma długie, różowe włosy i fioletowe oczy.

Seiyū: Erina Nakayama (drama CD, NDS), Aya Endō (anime, PS2) 

## Anime
Animowana adaptacja mangi Lucky Star została wyprodukowana przez Kyoto Animation i składa się z 24 odcinków wyemitowanych między 8 kwietnia a 16 września 2007 roku.
Po wyprodukowaniu pierwszych czterech odcinków pierwotny reżyser serii, Yutaka Yamamoto, został zwolniony ze swojej funkcji; na tym stanowisku zastąpił go Yasuhiro Takemoto.
Każdy z odcinków kończy segment zatytułowany Lucky Channel (jap. らっきー☆ちゃんねる), który prowadzi Akira Kogami oraz jej asystent Minoru Shiraishi.

### Lista odcinków
| N/o | Tytuł                                                 | Premiera         |
| --- | ----------------------------------------------------- | ---------------- |
| 01  | Tsuppashiru onna (つっぱしる女)                       | 8 kwietnia 2007  |
| 02  | Doryoku to kekka (努力と結果)                         | 15 kwietnia 2007 |
| 03  | Iroiro na hitotachi (いろいろな人たち)                | 22 kwietnia 2007 |
| 04  | Yaruki no mondai (やる気の問題)                       | 29 kwietnia 2007 |
| 05  | Meishashu (名射手)                                    | 6 maja 2007      |
| 06  | Natsu no teiban (夏の定番)                            | 13 maja 2007     |
| 07  | Image Imēji (イメージ)                                | 20 maja 2007     |
| 08  | Watashi ja nakute mo ōsei (私じゃなくても旺盛)        | 27 maja 2007     |
| 09  | Sonna kankaku (そんな感覚)                            | 3 czerwca 2007   |
| 10  | Ganbō (願望)                                          | 10 czerwca 2007  |
| 11  | Iron na seiya no sugoshigata (いろんな聖夜の過ごし方) | 17 czerwca 2007  |
| 12  | Omatsuri e ikō (お祭りへ行こう)                       | 24 czerwca 2007  |
| 13  | Oishii hi (おいしい日)                                | 1 lipca 2007     |
| 14  | Hitotsu yane no shita (ひとつ屋根の下)                | 8 lipca 2007     |
| 15  | Ikinari wa kawarenai (いきなりは変われない)           | 15 lipca 2007    |
| 16  | Ring Ringu (リング)                                   | 22 lipca 2007    |
| 17  | Otento-sama no moto (お天道様のもと)                  | 29 lipca 2007    |
| 18  | Jūnintoiro (十人十色)                                 | 5 sierpnia 2007  |
| 19  | Niji ni honshitsu ari (二次に本質あり)                | 12 sierpnia 2007 |
| 20  | Natsu no sugoshigata (夏の過ごし方)                   | 19 sierpnia 2007 |
| 21  | Pandora no hako (パンドラの箱)                        | 26 sierpnia 2007 |
| 22  | Koko ni aru Kanata (ここにある彼方)                   | 2 września 2007  |
| 23  | Bimyō na Rain (微妙なライン)                          | 9 września 2007  |
| 24  | Mitei (未定)                                          | 16 września 2007 |